# Emilio Rossi
Emilio Rossi (Genova, 11 aprile 1923 – Roma, 4 dicembre 2008) è stato un giornalista e scrittore italiano.
Dopo la riforma legislativa del 1975 divenne il primo direttore del TG1.

## Biografia
Conseguite le lauree in giurisprudenza e in filosofia, iniziò l'attività giornalistica in un giornale locale. Entrò in Rai nel 1956, prima a Genova e poi al Telegiornale a Roma. Sotto la direzione generale di Ettore Bernabei divenne responsabile del coordinamento dei palinsesti di rete. Fu chiamato a dirigere il TG1 nel marzo del 1976, in seguito alla riforma legislativa che impose la divisione di testate e reti, riforma di cui non aveva condiviso lo spirito.
Il 3 giugno 1977, mentre - come ogni mattina - si recava a piedi dalla fermata dell'autobus al Centro di produzione Rai di Via Teulada, venne gravemente ferito da due membri delle Brigate Rosse: Alessio Casimirri e Rita Algranati gli spararono dodici colpi di rivoltella. L'uomo gli sparò alle gambe; la donna sparò direttamente contro il giornalista. Appassionato lettore di libri, Rossi spesso leggeva camminando per strada. Anche nel momento dell'attentato aveva in mano un libro. Rossi ebbe due femori e una tibia fratturati gravemente e portò per sempre i segni dell'attentato.
Fu vice direttore generale della Rai, presidente dell'Unione Cattolica Stampa Italiana (UCSI), direttore del Centro Televisivo Vaticano, presidente del "Comitato tv e minori". Morì a Roma il 4 dicembre 2008. Il funerale fu celebrato nella Chiesa di Santa Maria delle Grazie a Roma due giorni dopo la morte.
Il decennale della scomparsa è stato commemorato il 3 dicembre 2018 presso Palazzo Pio in piazza Pia a Roma, sede della Radio Vaticana, con il convegno Per ricordare Emilio Rossi a 10 anni dalla sua morte. L'informazione è un bene per tutti. Vi sono stati relatori Piero Badaloni, Angela Buttiglione, Vania De Luca, Nuccio Fava, padre Federico Lombardi, don Ivan Maffeis, Andrea Melodia, Emmanuele Milano, Paolo Ruffini, Carlo Verna. Il giorno seguente padre Lombardi ha celebrato una Messa in suo suffragio nella cappella della Civiltà Cattolica.

## Premio Emilio Rossi
In occasione del convegno dedicato alla sua memoria nel 2018 Vania De Luca, presidente dell'Unione Cattolica Stampa Italiana, ha annunciato l'istituzione di un premio intitolato a Emilio Rossi da parte dell'UCSI stessa in collaborazione con il Dicastero per la comunicazione della Santa Sede e l’Ufficio nazionale per le Comunicazioni Sociali della Conferenza Episcopale Italiana.

## Opere
- Il pensiero politico di Jacques Maritain, Milano, Edizioni di Comunità, 1956
- La politica come follia. Ironia e verità di Pascal, Roma, Studium, 1984 ISBN 88-382-3515-5
- Una pendola per lo zar. La politica, il tempo, la morte, Palermo, Sellerio, 1996 ISBN 88-389-1254-8
- L'undecima musa. Navigando con Ulisse nel mare della comunicazione di attualità, Soveria Mannelli, Rubbettino, 2001 ISBN 88-498-0118-1
- È tutto per stasera. Quando la politica entra nei TG. Roma, UCSI-CGD, 2010

## Riconoscimenti
- Premio giornalistico televisivo Ilaria Alpi alla carriera, 2007
- Premio Ischia, 2007
- Premio Carlo Casalegno
- Premio Napoli
- Premio Gentile da Fabriano, 2000[10]
- Premio Scarfoglio